# Dinara Saduakasowa
Dinara Ramazanowna Saduakasowa (ur. 31 października 1996 w Astanie) – kazachska szachistka, arcymistrzyni od 2012 roku.

## Kariera
Dwukrotnie wygrała Młodzieżowe Mistrzostwa Świata w szachach, w kategorii dziewcząt do lat 14 w 2010 roku i dziewcząt do lat 18 w 2014 roku.
W wieku piętnastu lat była najmłodszą zawodniczką w olimpiadzie szachowej w Stambule w 2012 r., a jej występ zaowocował zdobyciem tytułu Arcymistrzyni Kobiet. W tym samym roku zajęła pierwsze miejsce na Moscow Open.
Grała w reprezentacji Kazachstanu w czterech olimpiadach szachowych kobiet (2008, 2010, 2012 i 2014), dwóch drużynowych mistrzostwach świata kobiet w szachach (2013 i 2015), trzech pucharach narodów azjatyckich kobiet (2012, 2014 i 2016) oraz w Światowej Olimpiadzie Szachowej Młodzieży do lat 16 w 2011 r. Zdobyła brązowy medal drużynowy w Pucharze Narodów Azji Kobiet 2016 w Abu Zabi. W 2015 roku grała w macedońskiej drużynie „Gambit Asseco SEE”, która zdobyła srebrny medal w Klubowym Pucharze Europy Kobiet w Skopje.
W sierpniu 2016 roku Saduakasowa wygrała Mistrzostwa Świata Juniorek Dziewcząt w Bhubaneswar w Indiach. Brała udział w Mistrzostwach Świata w Szachach Kobiet 2017, przegrywając z Hariką Dronavalli w drugiej rundzie. W tym samym roku uzyskała tytuł Mistrzyni międzynarodowej.
W październiku 2019 roku otrzymała swoją pierwszą normę arcymistrzowską, biorąc udział w turnieju FIDE Grand Swiss Tournament 2019 z rankingiem turniejowym 2650.

## Aktywizm
W dniu 17 listopada 2017 roku Dinara Saduakasowa została Ambasadorem Narodowym Funduszu na rzecz Dzieci ONZ w Kazachstanie.